# Sorineuchora punctipennis
Sorineuchora punctipennis är en kackerlacksart som först beskrevs av Karlis Princis 1950.  Sorineuchora punctipennis ingår i släktet Sorineuchora och familjen småkackerlackor. Inga underarter finns listade i Catalogue of Life.